# دولت اعلی‌حضرت (لفظ)

wordmark دولت پادشاهی متحد، مخفف HM را برای His Majesty's (اعلی‌حضرت) به کار می‌برد.

عبارت دولت اعلی‌حضرت (دولت علیاحضرت حین حکمرانی یک فرمانروای مؤنث) لفظ رسمی در اشاره به حکومت یک قلمرو هم‌سود یا یکی از استان‌ها، ایالات یا قلمروهای جزء آن است. این عبارت که اقلاً از اوج امپراتوری بریتانیا به کار رفته است، در کشورهای پدیده آمده از آن حکومت به جا مانده و جزء آنها شده است.